# Хабйор
Хабйор (біл. Хабёр) — персонаж білоруської міфології, озерний дух — найстаріший рак, цар й покровитель усіх ракоподібних, а також захисник всього озерного царства. Він володіє величезними золотими клешнями та очима. Хабйор також допомагає людям знайти їх загублені в воді речі. 